# Albanese voetbalbeker
De Beker van Albanië (Albanees: Kupa e shqipërisë) is het nationale voetbalbekertoernooi van Albanië dat wordt georganiseerd door de Albanese voetbalbond en beslecht wordt middels het knock-outsysteem.

## Finales
| Jaar                  | Finaleplaats | Winnaar           | Uitslag(en)            | Finalist               |
| --------------------- | ------------ | ----------------- | ---------------------- | ---------------------- |
| 1939                  |              | KF Tirana         | winnaar van groepsfase | winnaar van groepsfase |
| 1940-47 niet gespeeld |              |                   |                        |                        |
| 1948                  | Tirana       | Partizan Tirana   | 5-2                    | 17 Nëntori Tirana      |
| 1949                  | Tirana       | Partizan Tirana   | 1-0                    | KF Tirana              |
| 1950                  | Tirana       | Dinamo Tirana     | 2-1                    | Partizan Tirana        |
| 1951                  | Tirana       | Dinamo Tirana     | 3-2                    | Partizan Tirana        |
| 1952                  | Tirana       | Dinamo Tirana     | 4-1                    | Puna Tirana            |
| 1953                  | Tirana       | Dinamo Tirana     | 2-0                    | Partizan Tirana        |
| 1954                  | Tirana       | Dinamo Tirana     | 2-1                    | Partizan Tirana        |
| 1955-56 niet gespeeld |              |                   |                        |                        |
| 1957                  | Tirana       | Partizan Tirana   | 2-0                    | Teuta Durrës           |
| 1958                  | Tirana       | Partizan Tirana   | 4-0                    | Skënderbeu Korçë       |
| 1959 niet gespeeld    |              |                   |                        |                        |
| 1960                  |              | Dinamo Tirana     | 1-0, 1-0               | Flamurtari Vlorë       |
| 1961                  |              | Partizan Tirana   | 1-0, 1-1               | Besa Kavajë            |
| 1962 niet gespeeld    |              |                   |                        |                        |
| 1963                  |              | 17 Nëntori Tirana | 2-3, 1-0 ns (5-2)      | Besa Kavajë            |
| 1964                  | Tirana       | Partizan Tirana   | 3-0                    | Tomori Berat           |
| 1965                  | Tirana       | Vllaznia Shkodër  | 1-0                    | Skënderbeu Korçë       |
| 1966                  |              | Partizan Tirana   | 2-1, 4-3               | Vllaznia Shkodër       |
| 1967 niet gespeeld    |              |                   |                        |                        |
| 1968                  | Tirana       | Partizan Tirana   | 4-1                    | Vllaznia Shkodër       |
| 1969 niet gespeeld    |              |                   |                        |                        |
| 1970                  |              | Partizan Tirana   | 4-0, 0-1               | Vllaznia Shkodër       |
| 1971                  | Tirana       | Dinamo Tirana     | 2-0                    | Besa Kavajë            |
| 1972                  |              | Vllaznia Shkodër  | 0-2, 2-0 ns (5-3)      | Besa Kavajë            |
| 1973                  | Tirana       | Partizan Tirana   | 1-0                    | Partizan Tirana        |
| 1974                  | Tirana       | Dinamo Tirana     | 1-0                    | Partizan Tirana        |
| 1975                  |              | KS Elbasani       | 1-0, 1-0               | Lokomotiva Durrës      |
| 1976                  |              | 17 Nëntori Tirana | 3-1, 1-0               | Skënderbeu Korçë       |
| 1977                  |              | 17 Nëntori Tirana | 1-2, 2-1 ns (8-7)      | Dinamo Tirana          |
| 1978                  |              | Dinamo Tirana     | 1-0, 0-0               | Traktori Lushnja       |
| 1979                  |              | Vllaznia Shkodër  | 1-1, 2-1 nv            | Dinamo Tirana          |
| 1980                  |              | Partizan Tirana   | 1-1, 1-0               | KS Elbasani            |
| 1981                  |              | Vllaznia Shkodër  | 1-2, 5-1               | Besa Kavajë            |
| 1982                  |              | Dinamo Tirana     | 2-3, 1-0               | 17 Nëntori Tirana      |
| 1983                  | Tirana       | 17 Nëntori Tirana | 1-0                    | Flamurtari Vlorë       |
| 1984                  | Shkodër      | 17 Nëntori Tirana | 2-1                    | Flamurtari Vlorë       |
| 1985                  | Elbasan      | Flamurtari Vlorë  | 2-1                    | Partizan Tirana        |
| 1986                  | Tirana       | 17 Nëntori Tirana | 3-1                    | Vllaznia Shkodër       |
| 1987                  |              | Vllaznia Shkodër  | 3-0, 1-3               | Flamurtari Vlorë       |
| 1988                  | Shkodër      | Flamurtari Vlorë  | 1-0                    | Partizan Tirana        |
| 1989                  | Tirana       | Dinamo Tirana     | 0-0 nv, 3-1            | Partizan Tirana        |
| 1990                  | Durrës       | Dinamo Tirana     | 1-1 ns (4-2)           | Flamurtari Vlorë       |
| 1991                  | Tirana       | Partizan Tirana   | 1-1 ns (4-3)           | Flamurtari Vlorë       |
| 1992                  | Tirana       | KS Elbasani       | 2-1                    | Besa Kavajë            |
| 1993                  | Tirana       | Partizan Tirana   | 1-0                    | Albpetrol Patos        |
| 1994                  |              | KF Tirana         | 0-0, 1-0               | Teuta Durrës           |
| 1995                  | Tirana       | Teuta Durrës      | 0-0 ns (4-3)           | KF Tirana              |
| 1996                  | Tirana       | KF Tirana         | 1-1 ns (4-3)           | Flamurtari Vlorë       |
| 1997                  | Tirana       | Partizan Tirana   | 2-2 ns (4-3)           | Flamurtari Vlorë       |
| 1998                  | Tirana       | Apolonia Fier     | 1-0                    | KS Lushnja             |
| 1999                  | Tirana       | KF Tirana         | 0-0 ns (3-0)           | Vllaznia Shkodër       |
| 2000                  | Tirana       | Teuta Durrës      | 0-0 ns (5-4)           | KS Lushnja             |
| 2001                  | Tirana       | KF Tirana         | 5-0                    | Teuta Durrës           |
| 2002                  | Tirana       | KF Tirana         | 1-0                    | Dinamo Tirana          |
| 2003                  | Tirana       | Dinamo Tirana     | 1-0                    | Teuta Durrës           |
| 2004                  | Tirana       | Partizan Tirana   | 1-0                    | Dinamo Tirana          |
| 2005                  | Tirana       | Teuta Durrës      | 0-0 ns (6-5)           | KF Tirana              |
| 2006                  | Lushnjë      | KF Tirana         | 1-0                    | Vllaznia Shkodër       |
| 2007                  | Tirana       | Besa Kavajë       | 3-2                    | Teuta Durrës           |
| 2008                  | Elbasan      | Vllaznia Shkodër  | 2-0                    | KF Tirana              |
| 2009                  | Durrës       | Flamurtari Vlorë  | 2-1                    | KF Tirana              |
| 2010                  | Tirana       | Besa Kavajë       | 2-1 nv                 | Vllaznia Shkodër       |
| 2011                  | Durrës       | KF Tirana         | 1-1 ns (4-3)           | Dinamo Tirana          |
| 2012                  | Tirana       | KF Tirana         | 1-0 nv                 | Skënderbeu Korçë       |
| 2013                  | Tirana       | KF Laçi           | 1-0 nv                 | Bylis Ballsh           |
| 2014                  | Tirana       | Flamurtari Vlorë  | 1-0                    | KF Kukësi              |
| 2015                  | Tirana       | KF Laçi           | 2-1                    | KF Kukësi              |
| 2016                  | Tirana       | KF Kukësi         | 1-1 ns (5-3)           | KF Laçi                |
| 2017                  | Elbasan      | KF Tirana         | 3-1 nv                 | Skënderbeu Korçë       |
| 2018                  | Elbasan      | Skënderbeu Korçë  | 1-0                    | KF Laçi                |
| 2019                  | Elbasan      | KF Kukësi         | 2-1                    | KF Tirana              |
| 2020                  | Tirana       | Teuta Durrës      | 2-0                    | KF Tirana              |
| 2021                  | Tirana       | Vllaznia Shkodër  | 1-0                    | Skënderbeu Korçë       |
| 2022                  | Tirana       | Vllaznia Shkodër  | 2-1 nv                 | KF Laçi                |
| 2023                  | Elbasan      | KF Egnatia        | 1-0 nv                 | KF Tirana              |
| 2024                  | Tirana       | KF Egnatia        | 1-0                    | KF Kukësi              |
| 2025                  | Elbasan      | FC Dinamo City    | 2-2 ns (5-4)           | KF Egnatia             |

Albanese voetbalbond · Albanees voetbalelftal (mannen) · Albanees voetbalelftal (vrouwen)
Mannen
Kategoria Superiore · Kategoria e Parë · Kategoria e Dytë · Kategoria e Tretë · Albanese amateurdivisies
Albanese voetbalbeker · Supercup
 Vrouwen
Kampionati Kombëtar i Futbollit për Femra